# The Celibate Rifles
The Celibate Rifles è un gruppo musicale esponente principale della scena punk rock australiana